# گروه لوئیس برگر
گروه لوئیس برگر (انگلیسی: Louis Berger Group) شرکت مهندسی آمریکایی است، که در سال ۱۹۵۳ تأسیس شد.